# 堀口武視
堀口 武視（ほりぐち たけし、1944年（昭和19年）7月13日 - ）は、大阪府の政治家。
泉南市議会議員（8期）。泉南市議会議長4回、全国市議会議長会評議員、大阪府市議会議長会副会長などを歴任。

## 人物
大阪府泉南市出身。桃山学院大学卒業後、家業の紡績業を営む。

## 概要
桃山学院高等学校、桃山学院大学経済学部卒業。
卒業後、家業である紡績業を営む。
父・堀口文助は、第2代泉南市議会議長（在職中の1972年（昭和47年）に死去）。
二男・堀口和弘は、平成26年6月25日に澤田貞良・小林雄志の二人の大阪府議とともに大阪維新の会を離党(のちに除名)した前大阪府議会議員(自由民主党所属)で2019年現在は泉南市議会議員。
私立砂川幼稚園育友会会長、泉南市立東小学校PTA会長などを経て、1984年10月、40歳で泉南市議会議員に無所属で出馬、2位で当選。以降、8期連続当選。常に「市長候補」とされるが、一度も出馬はしていない。
泉南市議会では議長4回(第27代、38代、45代、現在)・副議長1回(第19代)を務め、全国市議会議長会評議員・大阪府市議会議長会副会長・南部市議会議長会会長なども歴任。
また、大阪府民の森ほりご園地指定管理者候補者選定委員会委員も務めた。
2016年に引退し、自由民主党泉南市支部支部長を務めた。
2019年現在、信達郷共有林野組合管理者、東小学校区地域安全協議会顧問などを務める。教育や環境問題に造詣が深く、2007年には小学校の特別講師として、環境問題について授業をするなど、講演活動を行なっている。

## 関係団体
信達郷共有林野組合管理者（林野組合議会議員） 